# Alfredo Layne
Alfredo Layne (* 9. Oktober 1959 in Panama-Stadt, Panama; † 25. Juni 1999) war ein panamaischer Boxer im Superfedergewicht.
Ende März 1981 gab er sein Profidebüt, welches er gegen seinen Landsmann Alexander Sanchez verlor. Am 24. Mai 1986 wurde er Weltmeister des Verbandes WBA, als er Wilfredo Gómez in einem auf 15 Runden angesetzten Gefecht in der 9. Runde ausknockte. Im Jahre 1988 beendete er seine Karriere.